# Diagonála matice

Červeně je značena hlavní diagonála (d), žlutě vedlejší diagonála (v), zeleně horní sekundární diagonála (h) a fialově dolní sekundární diagonála (s).

Hlavní diagonála libovolné matice je v lineární algebře posloupnost tvořená prvním prvkem z prvního řádku, druhým prvkem z druhého řádku, … atd. Hlavní diagonála matice jde z levého horního rohu šikmo doprava dolů.
Vedlejší diagonála čtvercové matice {\displaystyle A} řádu {\displaystyle n} je posloupnost prvků {\displaystyle a_{i,n+1-i}} pro {\displaystyle i\in \{1,\dots ,n\}}. Vedlejší diagonála jde z pravého horního rohu do levého dolního.
Pokud se hovoří jen o diagonále matice, je tím obvykle myšlena hlavní diagonála.

## Hlavní diagonála
Prvky {\displaystyle a_{11},a_{22},a_{33},...,a_{nn}} čtvercové matice {\displaystyle {\boldsymbol {A}}} řádu {\displaystyle n} tvoří její hlavní diagonálu. Jinými slovy, hlavní diagonála obsahuje prvky {\displaystyle a_{ij}}, kde {\displaystyle i=j}.
Pro obdélníkovou matici {\displaystyle {\boldsymbol {A}}={\begin{pmatrix}a_{11}&a_{12}&\dots &a_{1n}\\a_{21}&a_{22}&\dots &a_{2n}\\\vdots &\vdots &\ddots &\vdots \\a_{m1}&a_{m2}&\dots &a_{mn}\end{pmatrix}}} s prvky {\displaystyle a_{ij}} je hlavní diagonála posloupnost prvků {\displaystyle (a_{ii})_{i=1}^{\min(m,n)}}.
V následujících třech maticích jsou zvýrazněny hlavní diagonály:
{\displaystyle {\begin{pmatrix}\color {green}{\mathbf {1} }&0&0\\0&\color {green}{\mathbf {1} }&0\\0&0&\color {green}{\mathbf {1} }\end{pmatrix}}\qquad {\begin{pmatrix}\color {green}{\mathbf {1} }&0&0&0\\0&\color {green}{\mathbf {1} }&0&0\\0&0&\color {green}{\mathbf {1} }&0\end{pmatrix}}\qquad {\begin{pmatrix}\color {green}{\mathbf {1} }&0&0\\0&\color {green}{\mathbf {1} }&0\\0&0&\color {green}{\mathbf {1} }\\0&0&0\end{pmatrix}}}

### Stopa matice
Součet prvků na hlavní diagonále se nazývá stopa matice.

### Diagonální matice
Diagonální matice má všechny prvky mimo hlavní diagonálu nulové.

## Vedlejší diagonála
Prvky {\displaystyle a_{1n},a_{2,n-1},a_{3,n-2},...,a_{n1}} leží na vedlejší diagonále. Vedlejší diagonála je tvořena všemi prvky {\displaystyle a_{ij}}, kde {\displaystyle j=(n-i)+1}.
V následující matici je zvýrazněna vedlejší diagonála:
{\displaystyle {\begin{pmatrix}0&0&\color {green}{\mathbf {1} }\\0&\color {green}{\mathbf {1} }&0\\\color {green}{\mathbf {1} }&0&0\end{pmatrix}}}

## Sekundární diagonály
Pro prvky bezprostředně sousedící s hlavní diagonálou, se používá termín sekundární diagonála, např. u blokových tridiagonálních matic. 
Horní sekundární diagonálu čtvercové matice {\displaystyle {\boldsymbol {A}}} řádu {\displaystyle n} tvoří prvky {\displaystyle a_{12},a_{23},...,a_{n-1,n}}  a dolní sekundární diagonálu tvoří prvky {\displaystyle a_{21},a_{32},...,a_{n,n-1}}. 

## Názvosloví
Terminologie není ustálená. 
Vedlejší diagonála se někdy nazývá také antidiagonála, Harrisonova diagonála nebo sekundární diagonála. Anglicky se vedlejší diagonála nazývá antidiagonal německy Gegendiagonal ("gegen" znamená proti).
Anglicky se sekundární diagonály nazývají lower/upper diagonals, německy Nebendiagonalen ("neben" znamená vedle).